# پاتریتسیا آدیوتوری
پاتریتسیا آدیوتوری (ایتالیایی: Patrizia Adiutori) بازیگر اهل ایتالیا است.

## گزیدهٔ فیلم‌شناسی
- تنه (۱۹۷۳)
- کانتربری شماره ۲ – داستان‌های عاشقانه جدید سده چهاردهم (۱۹۷۳)
- جووانونا شاسی‌بلند (۱۹۷۲)
- اولین شب آرامش (۱۹۷۲)
- برادر بشر، خواهر فاحشه، در بوکاچوی کاملاً ممنوعه (۱۹۷۲)
- دختر برهنه در پارک کشته شد (۱۹۷۲)
- شیاطین بال‌دار (۱۹۷۲)
- بازپرسی به پایان رسید، فراموش کنید (۱۹۷۱)
- وقتی مردان چماق و زنان فعالیت جنسی بی‌محابا داشتند (۱۹۷۱)
- مادام بوواری (۱۹۶۹)